# Сафоновский район
Сафо́новский райо́н — административно-территориальная единица (район) и муниципальное образование (муниципальный район) в центральной части Смоленской области России.
Административный центр — город Сафоново.

## География
Граничит на севере с Холм-Жирковским, на востоке с Вяземским, на юге с Дорогобужским и на западе с Ярцевским районами Смоленской области. Площадь территории — 2258 км².
Большая часть района лежит в пределах Сафоновской возвышенности, на востоке в границы района заходят отроги Вяземской возвышенности. Наиболее крупные реки: Днепр, Вязьма, Осьма, Вопец, Дыма. Полезные ископаемые: тугоплавкие, легкоплавкие и огнеупорные глины, известняки, бурый уголь (Сафоновское месторождение в пределах Подмосковного угольного бассейна, в настоящее время добыча не ведётся), торф. Лесистость района 41,7 %. Почвы дерново-среднеподзолистые в сочетании со слабо- и сильноподзолистыми на лёссовидных суглинках

## История
- Первые люди пришли на сафоновскую землю ещё в каменном веке (не позднее V-III тыс. до н. э.). Постепенно возрастала численность населения, шло освоение края. Сквозь дебри непроходимых лесов стал проступать культурный ландшафт полей, пастбищ, дорог. Здесь жили финно-угорские и балтские племена.
- С X века Сафоновский край заселялся славянами. Именно тогда стала складываться основа будущей сетки деревень. Примечательными историческими памятниками той эпохи являются древнерусские курганы Х-XIII веках. Они сохранились у Старого Села, Истомина, Перстёнок и в других местах.
- В XII веке, по мере укрепления Смоленского княжества, происходит постепенное «окняжение» восточной Смоленщины. С возникновением Дорогобужа и Вязьмы волости по правому берегу Днепра на территории нынешнего Сафоновского края «потягли» к Дорогобужу, на левобережье — вошли в уезд Вязьмы.
- В XIV веке Смоленская земля оказалась между двух могущественных государств — Московского и Литовского княжеств. В результате длительной борьбы в 1403—1404 гг. Дорогобуж и Вязьма, как и вся Смоленщина, были присоединены к Великому княжеству Литовскому и Русскому. Почти на целый век Сафоновский край оказался в составе огромной державы, простиравшейся от Балтийского до Чёрного моря.
- В 1493 г. великий князь Московский Иван III захватил Вязьму с уездом. Граница между Вязьмой и Дорогобужем, проходившая через территорию современного Сафоновского района, стала государственной границей. Продолжающиеся военные походы приводили к бегству населения, появлению «пустых» волостей в приграничье.
- В 1500 г. к Москве был присоединен Дорогобуж, в 1514 г. — Смоленск. С середины XVI века начался значительный подъём сельской округи городов Смоленщины. Резко увеличилось сельское население и количество деревень.
- Во второй половине XVI века в Сафоновском крае на речке Верже у деревни Лужки появился небогатый Лужецкий монастырь. Однако более важное значение для развития сафоновской земли имело включение со второй половины XVI века юго-восточной части края в вотчину Дорогобужского Болдина Свято-Троицкого монастыря — крупнейшего духовного и хозяйственного центра Смоленщины. И сегодня Болдинский монастырь остаётся духовным центром для Сафоновского района. Восстановление православных традиций в Сафонове началось со строительства Свято-Владимирского храма, который является подворьем Свято-Троицкого Болдинского монастыря.
- В начале XVII века мирное развитие края было прервано смутой, а затем и польской интервенцией. Он постоянно разорялся в ходе боевых действий отрядов армий самозванцев, поляков, московского правительства.
- В 1618 г. Дорогобуж с уездом отошёл к Речи Посполитой, Вязьма осталась в Российском государстве. Граница между Вяземским и Дорогобужским уездами, проходившая по территории Сафоновского края, стала рубежом раздора. Население ушло с приграничных территорий. Лишь в 1654 г. Дорогобужский уезд, как и другие смоленские земли, был отвоёван у Речи Посполитой.
- XVIII век был мирным, что благотворно сказалось на экономическом развитии края. Развивалась торговля, осваивались пустоши, возникали новые поселения. В сёлах впервые появились каменные храмы. Сафоновский край имел много разнообразных, интересных как по архитектуре, так и по внутреннему убранству храмов.
- Со второй половины XVIII века начался значительный культурный подъём сафоновской земли, связанный с расцветом дворянской усадебной культуры. В это время ведётся активное каменное строительство усадебных домов, хозяйственных и служебных построек, устраиваются парки, пруды.

Одним из самых значительных культурных центров края было село Николо-Погорелое — владение Барышниковых, богатейших помещиков Смоленщины. В конце 1770-х гг. здесь возвели большой двухэтажный господский дом и хозяйственные постройки. Самым примечательным владельцем Николо-Погорелого был И. И. Барышников
- Хозяйственный и культурный подъём края был прерван «грозой 12-го года». Вторжение Наполеона вызвало подъём патриотических чувств. Дворяне и крестьяне Сафоновского края вошли в состав Дорогобужского и Вяземского уездных ополчений.

Ополченцы участвовали в обороне Смоленска, Бородинском сражении, конвоировали пленных и воинские транспорты. При отступлении русских войск от Смоленска к Москве через территорию края прошла 1-я армия генерала М. Б. Барклая де Толли. Для прикрытия своего северного фланга командующий выделил отряд генерал-майора Краснова в составе трёх казачьих полков. Краснов следовал из Духовщины в Вязьму непосредственно через сафоновские земли.
При преследовании отступающей по Старой Смоленской дороге наполеоновской армии через южную часть сафоновской земли прошли казачьи полки генерала Платова, действовавшие в авангарде русских войск. 27 октября на границе современных Дорогобужского и Сафоновского районов Платов разгромил 4-й корпус Евгения Богарне.
- Со второй половины XIX века в жизни края наметился новый культурный подъём. Он был основан на развитии земского самоуправления, начале индустриализации страны, формировании слоя крепких сельских хозяев. Территория Сафоновского края располагалась в трёх уездах губернии: Дорогобужского (большая часть), Вяземского, Бельского.
- В конце XIX — начале XX веков экономическое и культурное развитие края во многом определялось деятельностью органов местного самоуправления — уездных земств. Деятельность земств необычайно широка и плодотворна. Они строили школы и больницы, открывали библиотеки, аптеки, содержали в порядке дороги, учреждали агрономическую и ветеринарную службу, создавали телефонную связь. Сафоновцы могут гордиться тем, что именно их земля дала самых выдающихся земских деятелей Смоленщины. Кн. В. М. Урусов являлся председателем Смоленского губернского земского собрания с 1902 по 1917 гг., А. М. Тухачевский был председателем Смоленской губернской земской управы с 1909 до 1917 гг.
- Революция 1917 г. ознаменовала собой новый этап в развитии края. Смена власти в уездах Смоленщины прошла мирным путём.

Сафоновский волостной совет сформировался 4 февраля 1918 г.
- В 1929 году на территории бывших Дорогобужского и Бельского уездов Смоленской губернии был создан Сафоновский район.
- В 1935 г. через территорию Сафоновского района началась прокладка важнейшей автомагистрали Москва-Минск М1 «Беларусь». К 1941 г. её строительство было в основном закончено. Крупнейшим научным центром Нечернозёмной зоны Советского Союза становится Батищевская селекционно-опытная станция.
- 7 октября 1941 г. гитлеровцы оккупировали территорию Сафоновского района. Начался партизанский период борьбы с врагом. Было создано три отряда: Вадинский, Леоновский и Дедовский. Они освободили от оккупантов в северной части района территорию 10 сельских советов. Из подполья вышел райком партии во главе с И. К. Антошиным.
- В конце января на освобождённой партизанами территории Сафоновского района появились передовые части II-го кавалерийского корпуса и 119-й стрелковой дивизии Калининского фронта, прорывавшиеся в район Вязьмы. Партизанские отряды вошли в оперативное подчинение командованию корпуса. В результате самоотверженной борьбы партизан Сафоновского, а также соседних районов и рейдирующих воинских частей зимой 1942 г. севернее автомагистрали Москва-Минск и железной дороги Брест-Москва образовался Вадинский партизанский край.
- Во время оккупации в Сафонове разместился крупный фашистский гарнизон. Попытка дорогобужского партизанского соединения «Дедушка» и конников 1-го гвардейского кавкорпуса П. А. Белова в конце февраля 1942 г. захватить станцию Дорогобуж не удалась.
- 16 июля 1942 г. гитлеровцы вновь оккупировали освобождённую часть Сафоновского района. Вадинский партизанский край прекратил существование. Из его отрядов были сформированы 5 бригад численностью до 10 тысяч человек, которые перешли к рейдовой тактике. Они нападали на гарнизоны и коммуникации противника, удалённые от партизанских баз на многие десятки километров.
- В январе 1943 г. оккупанты бросили против Вадинской партизанской группировки большие силы. Погибло и пропало без вести около половины личного состава партизанских отрядов. Однако партизаны продолжали боевую деятельность, а в марте 1943 г. соединились с наступающими частями Красной Армии. В результате мартовского наступления советские войска дошли до реки Вопец, освободив, таким образом, Издешковский район и восточную часть Сафоновского района. 19 марта части 42-й стрелковой дивизии генерала Ф. А. Боброва освободили посёлок Издешково.
- В августе 1943 г. началась Смоленская наступательная операция, в ходе которой 31 августа частями 251-й стрелковой дивизии генерал-майора А. А. Вольхина был освобождён районный центр Сафоново. За годы войны посёлок был разрушен, в руины превращены многие села и деревни.
- 21 августа 1961 года к Сафоновскому району был присоединён Издешковский район[5].

## Население
| 1979    | 1989    | 1992    | 1996    | 1998    | 2002    | 2003    | 2004    | 2005    |
| ------- | ------- | ------- | ------- | ------- | ------- | ------- | ------- | ------- |
| 74 000  | ↘73 700 | ↘73 200 | ↘72 800 | ↘70 100 | ↘65 251 | ↘65 000 | ↘64 100 | ↘63 400 |
| 2006    | 2007    | 2009    | 2010    | 2011    | 2012    | 2013    | 2014    | 2015    |
| ↘62 400 | ↘61 300 | ↘59 522 | ↗62 177 | ↘61 324 | ↘60 522 | ↘59 756 | ↘59 157 | ↘58 803 |
| 2016    | 2017    | 2018    | 2019    | 2020    | 2021    | 2024    |         |         |
| ↘58 538 | ↘58 010 | ↘57 440 | ↘56 451 | ↘55 719 | ↘51 654 | ↘49 887 |         |         |

### Урбанизация
В городских условиях (город Сафоново) проживают  74,28 % населения района.

### Национальный состав
По итогам переписи населения 2020 года проживали следующие национальности (национальности менее 0,1 % и другое, см. в сноске к строке «Другие»):
| Национальность | Численность, чел. | Доля     |
| -------------- | ----------------- | -------- |
| Русские        | 43 135            | 83,51 %  |
| Цыгане         | 287               | 0,56 %   |
| Украинцы       | 214               | 0,41 %   |
| Узбеки         | 195               | 0,38 %   |
| Белорусы       | 192               | 0,37 %   |
| Армяне         | 190               | 0,37 %   |
| Таджики        | 171               | 0,33 %   |
| Турки          | 88                | 0,17 %   |
| Азербайджанцы  | 70                | 0,14 %   |
| Молдаване      | 60                | 0,12 %   |
| Другие         | 7052              | 13,64 %  |
| Итого          | 51 654            | 100,00 % |

## Муниципально-территориальное устройство
В муниципальный район входят 13 муниципальных образований, в том числе 1 городское поселение и 12 сельских поселений:
| №  | Муниципальное образование               | Административный центр   | Количество населённых пунктов | Население (чел.) | Площадь (км²) |
| -- | --------------------------------------- | ------------------------ | ----------------------------- | ---------------- | ------------- |
| 1  | Сафоновское городское поселение         | город Сафоново           | 1                             | ↘37 055          | 30,41         |
| 2  | Барановское сельское поселение          | деревня Бараново         | 30                            | ↘1744            | 190,63        |
| 3  | Беленинское сельское поселение          | деревня Беленино         | 13                            | ↗904             | 111,97        |
| 4  | Вадинское сельское поселение            | посёлок Вадино           | 15                            | ↘2352            | 319,63        |
| 5  | Вышегорское сельское поселение          | деревня Вышегор          | 16                            | ↘1595            | 165,62        |
| 6  | Зимницкое сельское поселение            | деревня Зимницы          | 21                            | ↘667             | 188,24        |
| 7  | Издешковское сельское поселение         | село Издешково           | 23                            | ↘1645            | 233,74        |
| 8  | Казулинское сельское поселение          | деревня Казулино         | 16                            | ↗681             | 168,33        |
| 9  | Николо-Погореловское сельское поселение | деревня Николо-Погорелое | 10                            | ↗534             | 102,71        |
| 10 | Прудковское сельское поселение          | деревня Прудки           | 37                            | ↗1208            | 308,44        |
| 11 | Пушкинское сельское поселение           | деревня Пушкино          | 19                            | ↘652             | 113,57        |
| 12 | Рыбковское сельское поселение           | деревня Рыбки            | 2                             | ↘759             | 88,32         |
| 13 | Старосельское сельское поселение        | деревня Старое Село      | 24                            | ↗470             | 235,38        |

Законом Смоленской области от 20 декабря 2018 года были упразднены: Богдановщинское сельское поселение (включено в Прудковское), Васильевское сельское поселение (включено в Вадинское), Дроздовское сельское поселение (включено в Вышегорское), Дуровское сельское поселение (включено в Барановское), Игнатковское сельское поселение (включено в Издешковское).

## Населённые пункты
В Сафоновском районе 227 населённых пунктов, в том числе город и 226 сельских населённых пунктов.
| №   | Населённый пункт             | Тип          | Население | Муниципальное образование               |
| --- | ---------------------------- | ------------ | --------- | --------------------------------------- |
| 1   | Сафоново                     | город        | ↘37 055   | Сафоновское городское поселение         |
| 2   | Алексейково                  | деревня      | 11        | Прудковское сельское поселение          |
| 3   | Алфёрово                     | деревня      | 1         | Зимницкое сельское поселение            |
| 4   | Алфёрово                     | посёлок      | 99        | Зимницкое сельское поселение            |
| 5   | Андросово                    | деревня      | 0         | Издешковское сельское поселение         |
| 6   | Анохово                      | деревня      | 88        | Вышегорское сельское поселение          |
| 7   | Анцифорово                   | деревня      | 7         | Старосельское сельское поселение        |
| 8   | Арефино                      | деревня      | 5         | Прудковское сельское поселение          |
| 9   | Афанаськово                  | деревня      | 1         | Вадинское сельское поселение            |
| 10  | Ашурково                     | деревня      | 11        | Прудковское сельское поселение          |
| 11  | Бараново                     | деревня      | 834       | Барановское сельское поселение          |
| 12  | Барсуки                      | деревня      | 0         | Издешковское сельское поселение         |
| 13  | Батищево                     | деревня      | 26        | Николо-Погореловское сельское поселение |
| 14  | Батурино                     | деревня      | 25        | Пушкинское сельское поселение           |
| 15  | Безлипицы                    | деревня      | 2         | Издешковское сельское поселение         |
| 16  | Беленино                     | деревня      | 404       | Беленинское сельское поселение          |
| 17  | Белый Берег                  | деревня      | 0         | Казулинское сельское поселение          |
| 18  | Бессоново                    | деревня      | 18        | Зимницкое сельское поселение            |
| 19  | Бибишки                      | деревня      | 16        | Барановское сельское поселение          |
| 20  | Билино                       | деревня      | 24        | Николо-Погореловское сельское поселение |
| 21  | Богдановщина                 | деревня      | 439       | Прудковское сельское поселение          |
| 22  | Болохняты                    | деревня      | 1         | Зимницкое сельское поселение            |
| 23  | Борково                      | деревня      | 10        | Старосельское сельское поселение        |
| 24  | Боровая                      | деревня      | 5         | Старосельское сельское поселение        |
| 25  | Боровщина                    | деревня      | 2         | Старосельское сельское поселение        |
| 26  | Бочёнки                      | деревня      | 1         | Николо-Погореловское сельское поселение |
| 27  | Будка железной дороги 25 км  | деревня      | 0         | Вадинское сельское поселение            |
| 28  | Будка железной дороги 312 км | деревня      | 22        | Барановское сельское поселение          |
| 29  | Будка железной дороги 314 км | деревня      |           | Барановское сельское поселение          |
| 30  | Булычёво                     | деревня      | 5         | Казулинское сельское поселение          |
| 31  | Быково                       | деревня      | 9         | Пушкинское сельское поселение           |
| 32  | Вадино                       | посёлок      | 1507      | Вадинское сельское поселение            |
| 33  | Васильевское                 | село         | 396       | Вадинское сельское поселение            |
| 34  | Васильевщина                 | деревня      | 4         | Казулинское сельское поселение          |
| 35  | Васильевщина                 | деревня      | 6         | Николо-Погореловское сельское поселение |
| 36  | Васюково                     | деревня      | 0         | Прудковское сельское поселение          |
| 37  | Вержа                        | деревня      | 20        | Казулинское сельское поселение          |
| 38  | Вержино                      | деревня      | 77        | Вышегорское сельское поселение          |
| 39  | Владимировское               | деревня      | 8         | Барановское сельское поселение          |
| 40  | Войновщина                   | деревня      | 0         | Пушкинское сельское поселение           |
| 41  | Воронцово                    | деревня      | 7         | Издешковское сельское поселение         |
| 42  | Воротыново                   | деревня      | 15        | Вышегорское сельское поселение          |
| 43  | Высокое                      | деревня      | 55        | Барановское сельское поселение          |
| 44  | Вышегор                      | деревня      | 742       | Вышегорское сельское поселение          |
| 45  | Вышегор                      | ж.д. станция | 12        | Вышегорское сельское поселение          |
| 46  | Гжель                        | деревня      | 15        | Прудковское сельское поселение          |
| 47  | Горлово                      | деревня      | 3         | Зимницкое сельское поселение            |
| 48  | Городище                     | деревня      | 32        | Прудковское сельское поселение          |
| 49  | Городок                      | деревня      | 56        | Барановское сельское поселение          |
| 50  | Горяйново                    | деревня      | 5         | Прудковское сельское поселение          |
| 51  | Гридино                      | деревня      | 6         | Пушкинское сельское поселение           |
| 52  | Гущино                       | деревня      | 6         | Пушкинское сельское поселение           |
| 53  | Дашуты                       | деревня      | 1         | Пушкинское сельское поселение           |
| 54  | Демьянково                   | деревня      | 4         | Пушкинское сельское поселение           |
| 55  | Диндино                      | деревня      | 1         | Барановское сельское поселение          |
| 56  | Дроздово                     | деревня      | 516       | Вышегорское сельское поселение          |
| 57  | Дроновка                     | деревня      | 12        | Вадинское сельское поселение            |
| 58  | Дуброво                      | деревня      | 2         | Прудковское сельское поселение          |
| 59  | Дурово                       | деревня      | 1         | Беленинское сельское поселение          |
| 60  | Дурово                       | деревня      | 474       | Барановское сельское поселение          |
| 61  | Дурово                       | ж.д. станция | 75        | Барановское сельское поселение          |
| 62  | Дьяково                      | деревня      | 5         | Прудковское сельское поселение          |
| 63  | Екатеринино                  | деревня      | 17        | Зимницкое сельское поселение            |
| 64  | Емельяново                   | деревня      | 7         | Казулинское сельское поселение          |
| 65  | Емельяново                   | деревня      | 23        | Прудковское сельское поселение          |
| 66  | Енино                        | деревня      | 1         | Зимницкое сельское поселение            |
| 67  | Ерошино                      | деревня      | 8         | Старосельское сельское поселение        |
| 68  | Жашково                      | деревня      | 3         | Издешковское сельское поселение         |
| 69  | Жевлаки                      | деревня      | 2         | Издешковское сельское поселение         |
| 70  | Желудково                    | деревня      | 1         | Старосельское сельское поселение        |
| 71  | Жугино                       | деревня      | 13        | Барановское сельское поселение          |
| 72  | Жуково                       | деревня      | 20        | Прудковское сельское поселение          |
| 73  | Забелино                     | деревня      | 4         | Барановское сельское поселение          |
| 74  | Заворово                     | деревня      | 69        | Вышегорское сельское поселение          |
| 75  | Залазно                      | деревня      | 1         | Беленинское сельское поселение          |
| 76  | Заленино                     | деревня      | 5         | Зимницкое сельское поселение            |
| 77  | Зарьево                      | деревня      | 40        | Рыбковское сельское поселение           |
| 78  | Звягино                      | деревня      | 11        | Прудковское сельское поселение          |
| 79  | Зимник                       | деревня      | 7         | Прудковское сельское поселение          |
| 80  | Зимницы                      | деревня      | 266       | Зимницкое сельское поселение            |
| 81  | Зюньково                     | деревня      | 1         | Старосельское сельское поселение        |
| 82  | Иваники                      | деревня      | 3         | Барановское сельское поселение          |
| 83  | Иваники                      | деревня      | 45        | Старосельское сельское поселение        |
| 84  | Иванисово                    | деревня      | 24        | Вадинское сельское поселение            |
| 85  | Иваново                      | деревня      | 0         | Издешковское сельское поселение         |
| 86  | Игнатково                    | деревня      | 351       | Издешковское сельское поселение         |
| 87  | Издешково                    | деревня      | 12        | Издешковское сельское поселение         |
| 88  | Издешково                    | село         | ↗1645     | Издешковское сельское поселение         |
| 89  | Изъялово                     | деревня      | 22        | Старосельское сельское поселение        |
| 90  | Каблуково                    | деревня      | 82        | Прудковское сельское поселение          |
| 91  | Казулино                     | деревня      | 643       | Казулинское сельское поселение          |
| 92  | Какушкино                    | деревня      | 17        | Издешковское сельское поселение         |
| 93  | Кашкино                      | деревня      | 10        | Беленинское сельское поселение          |
| 94  | Клемятино                    | деревня      | 14        | Вышегорское сельское поселение          |
| 95  | Клемятино                    | деревня      | 17        | Казулинское сельское поселение          |
| 96  | Клинка                       | деревня      |           | Беленинское сельское поселение          |
| 97  | Клинково                     | деревня      | 2         | Казулинское сельское поселение          |
| 98  | Княжино                      | деревня      | 16        | Вышегорское сельское поселение          |
| 99  | Князево                      | деревня      | 6         | Николо-Погореловское сельское поселение |
| 100 | Кононово                     | деревня      | 342       | Зимницкое сельское поселение            |
| 101 | Коптево                      | деревня      | 21        | Вышегорское сельское поселение          |
| 102 | Королёво                     | деревня      | 1         | Беленинское сельское поселение          |
| 103 | Костенки                     | деревня      | 9         | Барановское сельское поселение          |
| 104 | Красно-Никольское            | деревня      | 7         | Прудковское сельское поселение          |
| 105 | Крюково                      | деревня      | 21        | Николо-Погореловское сельское поселение |
| 106 | Кряжево                      | деревня      | 4         | Барановское сельское поселение          |
| 107 | Кудьярово                    | деревня      | 4         | Барановское сельское поселение          |
| 108 | Кузьмино                     | деревня      | 1         | Прудковское сельское поселение          |
| 109 | Кузьмино                     | деревня      | 4         | Вадинское сельское поселение            |
| 110 | Кулево                       | деревня      | 20        | Барановское сельское поселение          |
| 111 | Куракино                     | деревня      | 20        | Зимницкое сельское поселение            |
| 112 | Лаврово                      | деревня      | 1         | Старосельское сельское поселение        |
| 113 | Левково                      | деревня      | 15        | Вадинское сельское поселение            |
| 114 | Леоново                      | деревня      | 4         | Издешковское сельское поселение         |
| 115 | Леонтьево                    | деревня      | 7         | Старосельское сельское поселение        |
| 116 | Лесное                       | село         | 292       | Вадинское сельское поселение            |
| 117 | Лисичино                     | деревня      | 2         | Вадинское сельское поселение            |
| 118 | Ложкино                      | деревня      | 13        | Старосельское сельское поселение        |
| 119 | Лужки                        | деревня      | 7         | Николо-Погореловское сельское поселение |
| 120 | Лукино                       | деревня      | 2         | Издешковское сельское поселение         |
| 121 | Лукшино                      | деревня      | 21        | Вышегорское сельское поселение          |
| 122 | Лустино                      | деревня      | 6         | Барановское сельское поселение          |
| 123 | Лучки                        | деревня      | 2         | Пушкинское сельское поселение           |
| 124 | Лягушкино                    | деревня      | 0         | Барановское сельское поселение          |
| 125 | Лягушкино                    | деревня      | 36        | Прудковское сельское поселение          |
| 126 | Максимово                    | деревня      | 58        | Пушкинское сельское поселение           |
| 127 | Максимово                    | ж.д. станция | 4         | Пушкинское сельское поселение           |
| 128 | Малое Алфёрово               | деревня      | 4         | Зимницкое сельское поселение            |
| 129 | Мальцево                     | деревня      | 14        | Старосельское сельское поселение        |
| 130 | Марьино                      | деревня      | 0         | Зимницкое сельское поселение            |
| 131 | Марьино                      | деревня      | 9         | Пушкинское сельское поселение           |
| 132 | Милютино                     | деревня      | 0         | Издешковское сельское поселение         |
| 133 | Митино                       | деревня      | 1         | Прудковское сельское поселение          |
| 134 | Митюшино                     | деревня      | 0         | Казулинское сельское поселение          |
| 135 | Мишенино                     | деревня      | 409       | Беленинское сельское поселение          |
| 136 | Монастырщина                 | деревня      | 2         | Прудковское сельское поселение          |
| 137 | Морозово                     | деревня      | 118       | Издешковское сельское поселение         |
| 138 | Мосолово                     | деревня      | 31        | Прудковское сельское поселение          |
| 139 | Мясоедово                    | деревня      | 31        | Прудковское сельское поселение          |
| 140 | Мяхново                      | деревня      | 14        | Барановское сельское поселение          |
| 141 | Надежда                      | деревня      | 0         | Барановское сельское поселение          |
| 142 | Неёлово                      | деревня      | 9         | Вадинское сельское поселение            |
| 143 | Немцово                      | деревня      | 4         | Прудковское сельское поселение          |
| 144 | Никитино                     | деревня      | 1         | Прудковское сельское поселение          |
| 145 | Никитино                     | деревня      | 3         | Старосельское сельское поселение        |
| 146 | Николо-Погорелое             | деревня      | 642       | Николо-Погореловское сельское поселение |
| 147 | Никулино                     | деревня      | 21        | Прудковское сельское поселение          |
| 148 | Никулино                     | деревня      | 21        | Старосельское сельское поселение        |
| 149 | Новое Истомино               | деревня      | 21        | Зимницкое сельское поселение            |
| 150 | Ново-Мяхново                 | деревня      | 3         | Барановское сельское поселение          |
| 151 | Обухово                      | деревня      | 26        | Вадинское сельское поселение            |
| 152 | Овиновщина                   | деревня      | 5         | Николо-Погореловское сельское поселение |
| 153 | Озеречня                     | деревня      | 6         | Издешковское сельское поселение         |
| 154 | Ордылево                     | деревня      | 28        | Старосельское сельское поселение        |
| 155 | Осташково                    | деревня      | 13        | Старосельское сельское поселение        |
| 156 | Павлово                      | деревня      | 10        | Старосельское сельское поселение        |
| 157 | Панинское                    | деревня      | 0         | Старосельское сельское поселение        |
| 158 | Пареево                      | деревня      | 3         | Издешковское сельское поселение         |
| 159 | Перстенки                    | деревня      | 42        | Прудковское сельское поселение          |
| 160 | Петрово                      | деревня      | 56        | Пушкинское сельское поселение           |
| 161 | Пирогово                     | деревня      | 2         | Вадинское сельское поселение            |
| 162 | Плешково                     | деревня      | 9         | Зимницкое сельское поселение            |
| 163 | Плещеево                     | деревня      | 28        | Вышегорское сельское поселение          |
| 164 | Плоское                      | деревня      | 3         | Беленинское сельское поселение          |
| 165 | Плоское                      | деревня      | 12        | Пушкинское сельское поселение           |
| 166 | Плоховская                   | деревня      | 2         | Прудковское сельское поселение          |
| 167 | Победа                       | деревня      | 2         | Казулинское сельское поселение          |
| 168 | Подсобное Хозяйство          | деревня      | 56        | Вышегорское сельское поселение          |
| 169 | Покровское                   | деревня      | 6         | Беленинское сельское поселение          |
| 170 | Попово                       | деревня      | 3         | Прудковское сельское поселение          |
| 171 | Походино                     | деревня      | 2         | Издешковское сельское поселение         |
| 172 | Прудки                       | деревня      | 659       | Прудковское сельское поселение          |
| 173 | Пустынная Пятница            | деревня      | 0         | Издешковское сельское поселение         |
| 174 | Пустыня                      | деревня      | 15        | Прудковское сельское поселение          |
| 175 | Путьково                     | деревня      | 6         | Издешковское сельское поселение         |
| 176 | Пушкино                      | деревня      | 447       | Пушкинское сельское поселение           |
| 177 | Пушково                      | деревня      | 3         | Барановское сельское поселение          |
| 178 | Рудница                      | деревня      | 12        | Казулинское сельское поселение          |
| 179 | Ручково                      | деревня      | 4         | Прудковское сельское поселение          |
| 180 | Рыбки                        | деревня      | 865       | Рыбковское сельское поселение           |
| 181 | Самуйлово                    | деревня      | 4         | Прудковское сельское поселение          |
| 182 | Саньково                     | деревня      | 1         | Зимницкое сельское поселение            |
| 183 | Святцово                     | деревня      | 13        | Вышегорское сельское поселение          |
| 184 | Селецкое                     | деревня      | 130       | Барановское сельское поселение          |
| 185 | Сельцо                       | деревня      | 11        | Барановское сельское поселение          |
| 186 | Семёновщина                  | деревня      | 7         | Беленинское сельское поселение          |
| 187 | Семеньково                   | деревня      | 7         | Барановское сельское поселение          |
| 188 | Сергеевское                  | деревня      | 4         | Беленинское сельское поселение          |
| 189 | Синьково                     | деревня      | 2         | Старосельское сельское поселение        |
| 190 | Скрипенка                    | деревня      | 0         | Вадинское сельское поселение            |
| 191 | Следнево                     | деревня      | 4         | Вышегорское сельское поселение          |
| 192 | Сомово                       | деревня      | 9         | Прудковское сельское поселение          |
| 193 | Спичино                      | деревня      | 31        | Николо-Погореловское сельское поселение |
| 194 | Старково                     | деревня      | 8         | Казулинское сельское поселение          |
| 195 | Старое Истомино              | деревня      | 30        | Зимницкое сельское поселение            |
| 196 | Старое Село                  | деревня      | 552       | Старосельское сельское поселение        |
| 197 | Сумароково                   | деревня      | ↘18       | Прудковское сельское поселение          |
| 198 | Сутки                        | деревня      | 5         | Пушкинское сельское поселение           |
| 199 | Татарка                      | деревня      | 0         | Издешковское сельское поселение         |
| 200 | Теребука                     | деревня      | 7         | Вышегорское сельское поселение          |
| 201 | Терентеево                   | деревня      | 38        | Пушкинское сельское поселение           |
| 202 | Терехово                     | деревня      | 22        | Прудковское сельское поселение          |
| 203 | Терюшнево                    | деревня      | 2         | Казулинское сельское поселение          |
| 204 | Третьяково                   | деревня      | 7         | Зимницкое сельское поселение            |
| 205 | Троица                       | деревня      | 32        | Беленинское сельское поселение          |
| 206 | Трофимово                    | деревня      | 9         | Старосельское сельское поселение        |
| 207 | Турково                      | деревня      | 0         | Казулинское сельское поселение          |
| 208 | Уварово                      | деревня      | 2         | Зимницкое сельское поселение            |
| 209 | Урюпино                      | деревня      | 11        | Зимницкое сельское поселение            |
| 210 | Федино                       | деревня      | 6         | Зимницкое сельское поселение            |
| 211 | Федино                       | деревня      | 18        | Казулинское сельское поселение          |
| 212 | Филиппово                    | деревня      | 9         | Пушкинское сельское поселение           |
| 213 | Харино                       | деревня      | 16        | Казулинское сельское поселение          |
| 214 | Хитрово                      | деревня      | 2         | Прудковское сельское поселение          |
| 215 | Хожаево                      | деревня      | ↘1        | Старосельское сельское поселение        |
| 216 | Холм                         | деревня      | 12        | Пушкинское сельское поселение           |
| 217 | Хорошонки                    | деревня      | 5         | Барановское сельское поселение          |
| 218 | Хохловка                     | деревня      | 14        | Прудковское сельское поселение          |
| 219 | Храмцово                     | деревня      | 4         | Барановское сельское поселение          |
| 220 | Чоботово                     | деревня      | 0         | Издешковское сельское поселение         |
| 221 | Шавеево                      | деревня      | 98        | Барановское сельское поселение          |
| 222 | Шершнево                     | деревня      | 5         | Издешковское сельское поселение         |
| 223 | Шубино                       | деревня      | 14        | Беленинское сельское поселение          |
| 224 | Яковская                     | деревня      | 46        | Вадинское сельское поселение            |
| 225 | Якубово                      | деревня      | 1         | Пушкинское сельское поселение           |
| 226 | Якушкино                     | деревня      | 16        | Старосельское сельское поселение        |
| 227 | Ямище                        | деревня      | 0         | Барановское сельское поселение          |

## Экономика
Кроме промышленности города Сафоново в районе имеются: льнозаводы в д. Вышегор и посёлке Издешково, известковый (уничтожен в 1990 годы) и хлебозавод в Издешкове. Сельское хозяйство молочно-мясное животноводство, зерновое хозяйство, льноводство и картофелеводство.

## Транспорт
Автодороги: М1 «Беларусь», Р137 «Сафоново—Рославль».

## Достопримечательности
- Церковь Успения, 1868 — с. Белый Берег
- Церковь Михаила Архангела, 1873 — д. Боровщина
- Церковь Вознесения, 1820 — с. Старое Село
- Усадьба Гейдена — д. Крюково
- Церковь Михаила Архангела, 1829 — д. Сумароково
- Церковь Покрова Пресвятой Богородицы, 1810 — д. Перстенки
- Руины архитектурных памятников, построенных по проекту М. Ф. Казакова в конце XVII — начале XIX векоа — с. Николо-Погорелое
- Родовое имение Тухачевского М. Н. — д. Следнево
- Имение Энгельгардта А. Н. — д. Батищево

## Люди связанные с районом

### Известные личности
- Крыловский, Александр Николаевич — советский военачальник (деревня Селецкое)
- Моисеенков, Семён Михайлович — советский военачальник (деревня Алтуховка - ныне упразднена)

### Герои Советского Союза
- Билюкин, Александр Дмитриевич (деревня Жуково)
- Борисов, Александр Михайлович (деревня Петровское)
- Дёмкин, Александр Самуилович (деревня Белавино)
- Киселёв, Владимир Александрович (деревня Гридино)
- Коряков, Василий Николаевич (село Издешково)
- Милашенков, Сергей Васильевич (деревня Лесовая)
- Самойлов, Иван Михайлович (деревня Беленино)
- Трофимов, Андрей Трофимович (деревня Левонкино)
- Филиппов, Григорий Андреевич (деревня Щелканово)

### Герои Социалистического Труда
- Персианинов, Леонид Семенович (село Старое)
- Сергеева, Анна Борисовна (деревня Воронцово)
- Стрелков, Николай Михайлович (деревня Беленино)
- Фёдоров, Василий Фёдорович (деревня Высоцкое)
- Шарикова, Татьяна Васильевна (деревня Новое Истомино)